# 土屋良文
土屋 良文（つちや よしふみ、1955年7月12日 - ）は、日本の政治家。元・宮崎県児湯郡新富町長（3期）。

## 来歴
福岡大学経済学部卒業。2005年の新富町長選挙に立候補して、落選。前町長の川越俊宏が収賄罪で起訴され辞任し、2006年3月に行われた出直し町長選に出馬。元県議の黒木健司を破り初当選。2014年に3選。2018年の選挙には立候補しなかった。